# Šípek
Šípek [šípek] in Šípková [šípkova] sta priimka več znanih osebnosti.

## Znani nosilci priimka
- Antonín Šípek (* 1961), češki pediater, neonatolog, genetik (Wikipodatki)
- Bořek Šípek (1949 – 2016), češki arhitekt, oblikovalec, umetnik, steklar (Wikipodatki)
- František Šípek
  - František Šípek (1822 – 1871), češki politik (Wikipodatki)
  - František Šípek (1850 – 1906), češki igralec, komik, gledališki režiser (Wikipodatki)
  - František Antonín Šípek (1921 – 1981), češki pesnik (Wikipodatki)
- Jan Šípek
  - Jan Šípek (1886 – 1953), češki general (Wikipodatki)
  - Jan Šípek (*1982), češki režiser dokumentarnih filmov, scenarist, snemalec, fotograf (Wikipodatki)
- Jakub Šípek (* 1999), češki nogometaš (Wikipodatki)
- Jiří Šípek (* 1950), češki psiholog, psihoterapevt, pedagog (Wikipodatki)
- Karel Šípek (1857 – 1923), češki libretist
- Peter Šípek, slovaški kitarist
- Petr Šípek, češki entomolog (Wikipodatki)
- Václav Šípek (1931 – 2020), češki politik, publicist, novinar (Wikipodatki)

### Šípková
- Marta Šípková-Smělá (1892 – ????), češka socialna delavka (Wikipodatki)
- Olga Studničková Šípková (* 1969), češka športnica, vaditeljica športne aerobike, podjetnica (Wikipodatki)
- Růžena Šípková (Ludmila Grossmannová Brodská) (1859 – 1935), češka učiteljica, otroška in mladinska pisateljica, prevajalka (Wikipodatki)